# Mervîci, Jovkva
Mervîci (în ucraineană Мервичі, în germană Wiesenberg) este un sat în așezarea urbană Kulîkiv din raionul Jovkva, regiunea Liov, Ucraina. Satul a fost locuit de germanii galițieni.

## Demografie
Componența lingvistică a localității Mervîci
     Ucraineană (99,16%)
     Alte limbi (0,84%)
Conform recensământului din 2001, majoritatea populației localității Mervîci era vorbitoare de ucraineană (99,16%), existând în minoritate și vorbitori de alte limbi.